# Smart Fortwo EV
O Fortwo EV (Electric Vehicle) ou Fortwo ED (Electric Drive) é uma versão elétrica do Fortwo em desenvolvimento pela Smart.